# Emmanuel d'Astier de La Vigerie
Pour les articles homonymes, voir Astier.
Pour les autres membres de la famille, voir Famille d'Astier de La Vigerie.
Emmanuel d'Astier de La Vigerie, né le 6 janvier 1900 à Paris où il est mort le 12 juin 1969, est un écrivain, journaliste, militaire et homme politique français, compagnon de la Libération.
Grand résistant pendant la Seconde Guerre mondiale, il fonde en 1941 le mouvement Libération-Sud et le journal Libération, puis devient, en novembre 1943 et jusqu'en septembre 1944, commissaire à l'Intérieur de la France libre. Il est l'auteur des paroles de la chanson La Complainte du partisan, écrite à Londres en 1943.
Élu député après-guerre, il est l'un des « compagnons de route » du Parti communiste français, puis devient gaulliste de gauche.

## Jeunesse et formation
D'Astier naît le 6 janvier 1900, à Paris, au sein d'une famille originaire du Vivarais titrée sous la monarchie de Juillet par reprise d'un titre de 1825. Son père, le baron Raoul d'Astier de La Vigerie, ancien élève de l'École polytechnique, est officier d'artillerie. Sa mère, Jeanne, née Masson-Bachasson de Montalivet, est la petite-fille de Camille, comte de Montalivet — ministre de l'Intérieur et ministre de l'Instruction publique de Louis-Philippe — et l'arrière-petite-fille de Jean-Pierre de Montalivet, ami et ministre de l'Intérieur de Napoléon Ier.
Il est le dernier d'une fratrie de huit enfants et a deux frères aînés : François né en 1886, Henri né en 1897, qui comme Emmanuel sont tous deux devenus compagnons de la Libération.
Il fait ses études au lycée Condorcet, puis à Saint-Jean-de-Béthune et au lycée privé Sainte-Geneviève à Versailles. Ses années de lycée sont marquées par son adhésion à l'Action française. Il entre à l'École navale en 1919. Il est enseigne de vaisseau de première classe le 1er octobre 1921. Il devient opiomane pendant cette période,.
En 1924 (ou 1923 selon les sources), il démissionne de la Marine nationale,, et commence une carrière de journaliste. Astier entre à l'hebdomadaire Marianne, et dans 1935. Il signe des articles antisémites dans ces revues. Il effectue divers reportages en Allemagne et en Espagne pour les magazines Vu et Lu, Vu se caractérisant « par sa défense du Front populaire, son antifascisme et son philosoviétisme », ce qui l'amène à prendre ses distances avec son milieu familial. Il couvre également l'occupation des usines Renault pour Vu en mai 1936.
Il se rapproche alors du radicalisme tout en demeurant hostile au communisme, par opposition à la dictature.
Il épouse en premières noces Grace Roosevelt Temple — née en 1894 à Ashland aux États-Unis et morte en 1977.

## Seconde Guerre mondiale
Le 27 août 1939, quelques jours avant la déclaration de guerre, il est mobilisé au Centre maritime de renseignements de Lorient. En juin 1940, il rejoint le 5e bureau replié à Port-Vendres, près de la frontière espagnole. Il est démobilisé à Marseille le 11 juillet.

### Débuts dans la Résistance
Il choisit d'emblée de lutter contre le régime de Vichy et l'occupant et se met aussitôt à la recherche d'hommes et de femmes qui pensent comme lui « pour faire quelque chose ». Dès septembre, il fonde à Cannes le mouvement La Dernière Colonne, qui se destine au sabotage. La première personne qui se joint à lui est le commandant d'aviation Édouard Corniglion-Molinier — coproducteur du film d'André Malraux, Espoir, sierra de Teruel. Dans le même groupe se retrouvent Jean Cavaillès, Raymond et Lucie Aubrac (que d'Astier surnomme « Madame conscience »), Charles d’Aragon. (Par contre, son frère François d'Astier, Joseph Kessel et André Malraux) (?). En décembre, Corniglion-Molinier est arrêté, d'Astier gagne Clermont-Ferrand où règne une atmosphère favorable à la Résistance, notamment au sein de l'équipe de rédaction de La Montagne.
En février 1941, La Dernière Colonne étant décimée par les arrestations, il entre dans la clandestinité sous le pseudonyme de « Bernard ».

### Création deLibération
En juin 1941, il crée le mouvement « Libération-Sud » avec Jean Cavaillès dans un café à Clermont-Ferrand. Ce réseau deviendra, avec « Combat » et « Franc-Tireur », l'un des trois plus importants mouvements de résistance de la zone sud. Libération recrute le plus souvent ses membres dans les milieux syndicaux (CGT) et socialistes. À la tête du mouvement, il fait paraître affiches, tracts. En juillet, paraît le premier numéro du journal Libération. En août, un accord est passé avec Léon Jouhaux : les dirigeants syndicalistes sont désormais associés à la direction du mouvement qui, lui-même s'engage à « donner toute son attention au problème ouvrier ».
En janvier 1942, une liaison est établie avec Londres par l'intermédiaire d'Yvon Morandat, représentant du général de Gaulle et membre du comité rédacteur de Libération, puis par celui de Jean Moulin — qu'Emmanuel d'Astier rencontre pour la première fois à Lyon en compagnie de Raymond Aubrac. En mars, a lieu à Avignon la première réunion des responsables des journaux Libération, Combat et Franc-Tireur, sous la présidence de Jean Moulin, chargé par de Gaulle d'unifier le Mouvements unis de la Résistance (MUR).

### Missions à Londres et aux États-Unis
Dans la nuit du 19 au 20 avril 1942, il profite de la mission de Peter Churchill pour embarquer sur le sous-marin P 42 Unbroken, et rejoindre Gibraltar d'où il s'envole pour Londres. Il rencontre le général de Gaulle, au début de mai. Il l'appellera plus tard « le Symbole ». Celui-ci l'envoie en juin en mission à Washington. Il est chargé de négocier auprès de Roosevelt la reconnaissance de la France libre.
Dans le courant du mois de juillet, il rentre en France à bord d'un chalutier, avec le titre de chargé de mission de 1re classe, équivalent au grade de lieutenant-colonel.

### Organisation des mouvements de Résistance
En septembre 1942, il se rend de nouveau à Londres avec Henri Frenay, et c'est dans la capitale britannique qu'auront lieu, en septembre et octobre, les « conversations relatives à la coordination des mouvements et à la constitution de l'Armée secrète en zone sud ». D'Astier est désigné pour siéger au « Comité de coordination des mouvements de résistance » (CCMR)  — aux côtés du représentant du Comité national et des chefs de Combat et de Franc-Tireur. Le 11 novembre, un Lysander survole la France occupée et le ramène avec Henri Frenay, en inaugurant le terrain clandestin « Courgette », près de Lons-le-Saunier. Ils rapportent à Jean Moulin la lettre d'instruction de mise en place du comité de coordination et une importante somme d'argent.
La fusion des trois mouvements de la zone sud est annoncée le 23 janvier 1943, et le CCMR devient le comité directeur des Mouvements unis de la Résistance (MUR), dont il est commissaire aux affaires politiques. En avril, il repart pour Londres mais rentre en France en juillet, après l'arrestation de Jean Moulin, rapportant avec lui le manuscrit de ce qui deviendra l'hymne de la résistance française ; Le Chant des partisans ,, publié dans le no 1 des Cahiers de Libération, en septembre 1943.
En octobre, il repart à Londres.

### Commissaire à l'Intérieur de la France libre

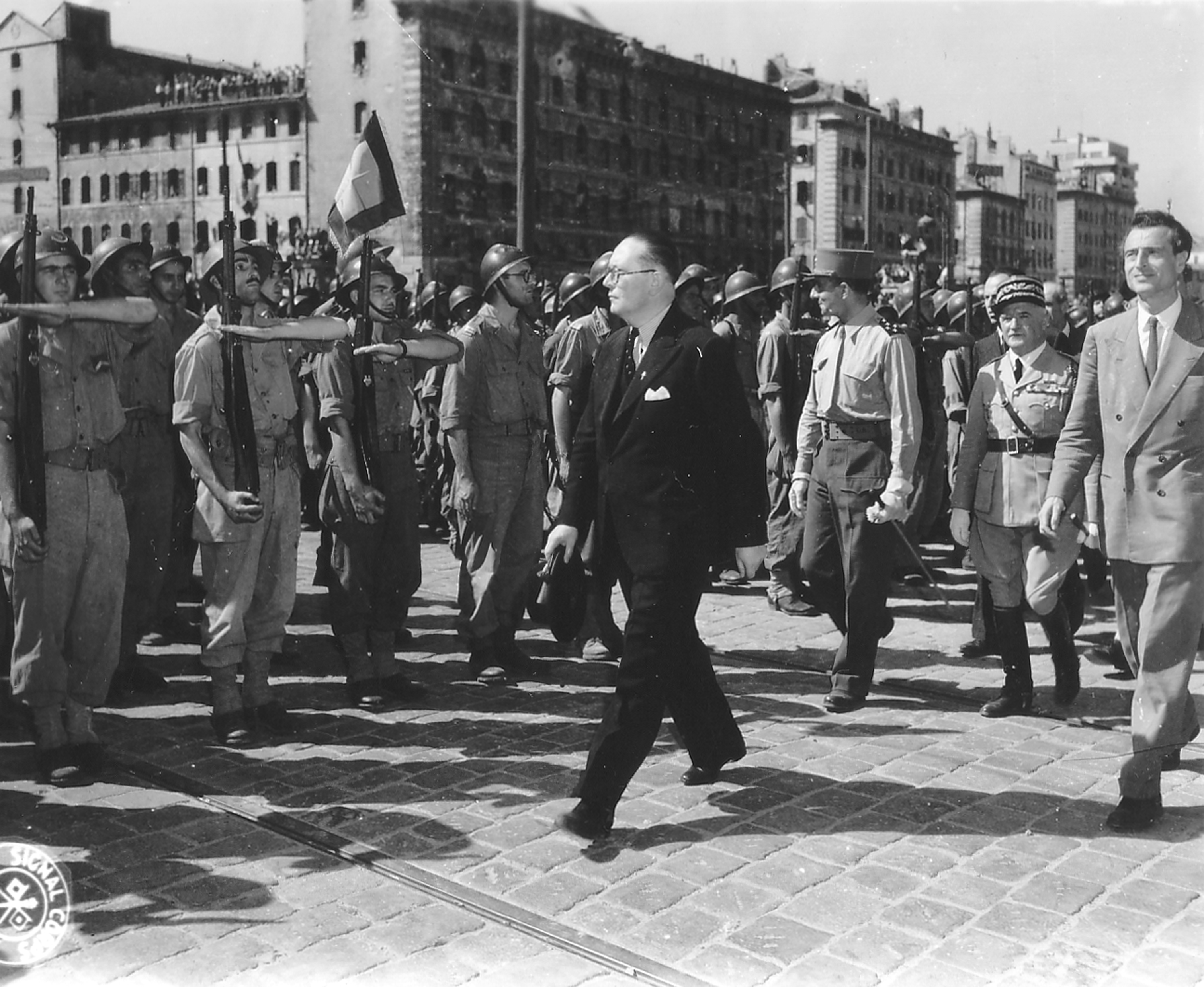
Le 29 août 1944 lors de la libération de Marseille, Emmanuel d'Astier est à droite sur la photo, en costume clair.

Il gagne Alger, en novembre 1943, et devient membre de l'Assemblée consultative provisoire. Le 9 novembre, il est nommé par le général de Gaulle commissaire à l'Intérieur du Comité français de libération nationale (CFLN). Emmanuel d'Astier est membre du COMIDAC, Comité d'action en France, institué en septembre 1943. Il occupe ce poste jusqu'au 9 septembre 1944.
Il est chargé de définir la stratégie et les crédits affectés à l'action de la résistance métropolitaine. En janvier 1944, il rencontre Churchill à Marrakech pour lui demander des armes pour la Résistance.
Entré en conflit avec les autres dirigeants de la Résistance comme Henri Frenay, il se rapproche rapidement des positions du Parti communiste français (PCF).
Le Gouvernement provisoire de la République française est créé en juin 1944. Il en devient ministre de l'Intérieur en août, après son retour en France. À la suite d'un désaccord avec le général de Gaulle, il quitte ses fonctions le 10 septembre après avoir refusé le poste d'ambassadeur à Washington.
À partir du 20 août, il transforme le journal Libération en quotidien.

## Après la guerre

### Compagnon de route du Parti communiste français
Compagnon de la Libération, engagé à gauche et même proche des communistes, à la différence de ses frères François et Henri, il est élu député progressiste (proche du PCF) d'Ille-et-Vilaine en 1945, et va le rester jusqu'en 1958.
En 1947, il épouse en secondes noces Lioubov Krassine, fille de Leonid Krassine, révolutionnaire bolchévique. Deux fils sont issus de son mariage avec Lioubov : Christophe né le 23 août 1947 et Jérôme né le 23 avril 1952.
En 1949, il est témoin de moralité en faveur de l'hebdomadaire Les Lettres françaises, périodique proche du Parti communiste français, lors du retentissant « procès de guerre froide » qui oppose cette publication à Viktor Kravchenko, ancien haut fonctionnaire soviétique passé à l'ouest, auteur du livre J'ai choisi la liberté. Par l'intermédiaire des avocats et défenseurs des Lettres françaises, le PCF accuse Kravchenko d'être un désinformateur alcoolique à la solde des États-Unis. En outre, les victimes du stalinisme qui témoignent à la barre sont dénigrées par le parti communiste dans le cadre d'une stratégie d'intimidation. Emmanuel d'Astier de La Vigerie juge que le livre de Kravchenko est un « appel à la guerre contre les Soviets,. » Le transfuge soviétique gagne le procès.
Emmanuel d'Astier de La Vigerie fait partie de la présidence du Mouvement de la paix et du Conseil mondial de la paix dans les années 1950 et à ce titre reçoit le prix Lénine pour la paix en 1958.
En 1954, il s'oppose à la ratification de la Communauté européenne de défense (la CED) et, en 1957, au traité de Rome.
Toutefois, en 1956, se différenciant des communistes par son neutralisme, il condamne l'intervention soviétique en Hongrie. Il condamne également l'expédition franco-britannique de Suez. Il n'en demeure pas moins un conseiller prisé par de Gaulle pour les affaires soviétiques à la fin des années 1950 et au début des années 1960.

### Gaulliste de gauche
Dans la tourmente de la fin de la IVe République, il vote la confiance au gouvernement Pflimlin le 13 mai 1958, puis l'état d'urgence en Algérie le 16 mai, et la révision constitutionnelle proposée par Pflimlin. Le 1er juin, il refuse de voter la confiance au général de Gaulle, président du Conseil désigné.
Il se rapproche ensuite progressivement du général de Gaulle dont il apprécie les politiques étrangère et de décolonisation.
Il apparaît tous les mois à la télévision pendant un Quart d'heure, ce qui fait de lui un personnage connu du public. Il s'y exprime en toute liberté tout en maintenant une attitude de respect à l'égard du général de Gaulle.
Il joue un rôle fondateur dans la genèse du Centre international de recherche sur le cancer (CIRC) créé en 1965,, qui fait partie de l’Organisation mondiale de la santé.
En novembre 1964, le quotidien Libération, qu'il avait fondé en 1941, disparaît quand le PCF lui retire son soutien. Il crée ensuite le mensuel L’Événement, qui va paraître de février 1966 à juin 1969.
En avril 1969, quelques semaines avant sa mort, il donne un témoignage pour le documentaire Le Chagrin et la Pitié de Marcel Ophuls.
Compagnon de route des gaullistes de gauche, son dernier acte politique est d'écrire dans L’Événement en 1969 : « Je vote pour Pompidou-la-scarlatine ! »

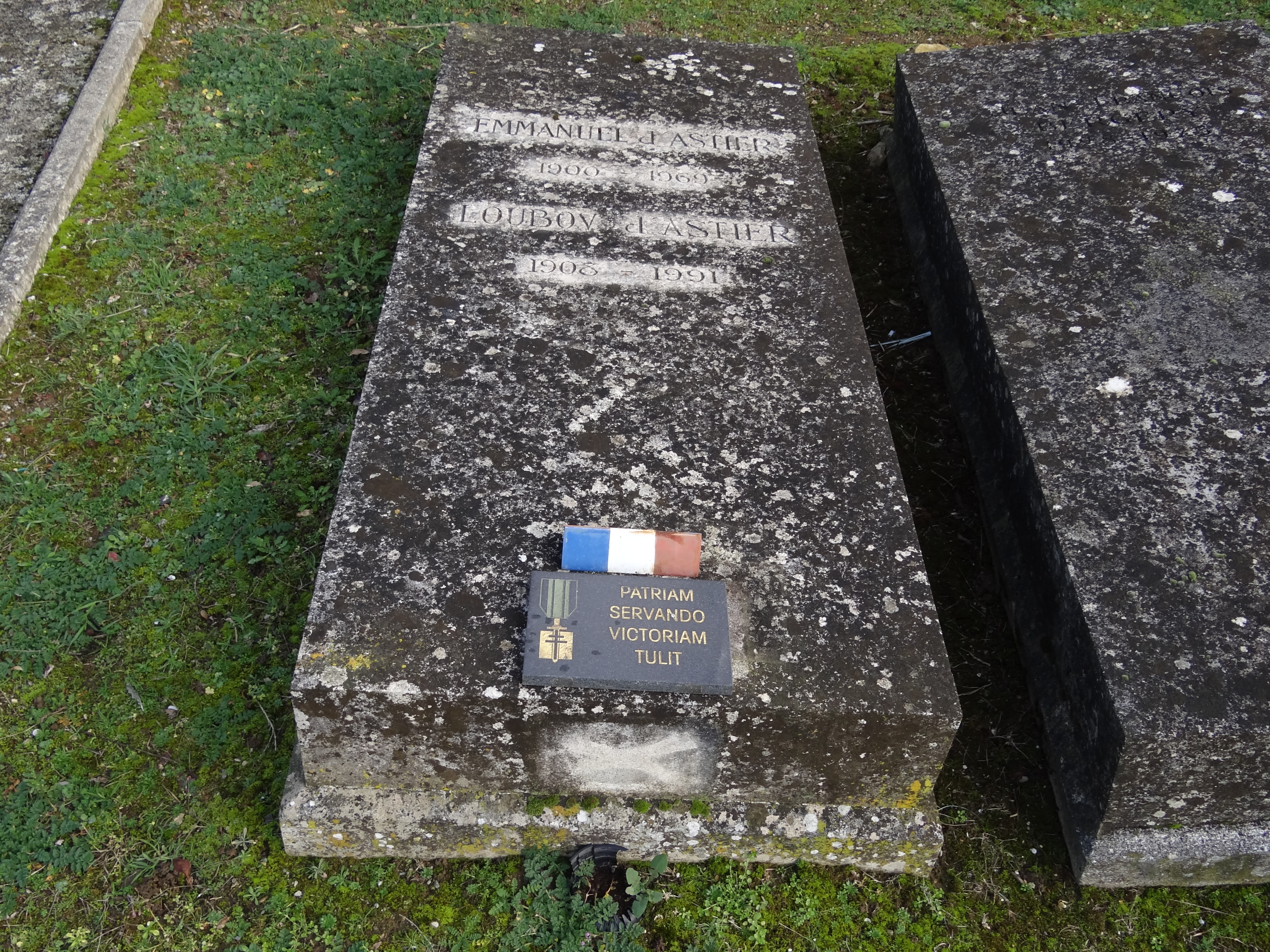
La tombe d'Emmanuel d'Astier de La Vigerie au cimetière d'Arronville (Val-d'Oise).

Il meurt à Paris 15e le 12 juin 1969. Il est inhumé au cimetière d'Arronville dans le Val-d'Oise. Pierre Viansson-Ponté écrit dans Le Monde : « C'était un homme qui ne ressemblait à personne. Il ne se considérait ni comme homme d'État, ni comme homme de gouvernement, ni comme idéologue ».

## Œuvres

### La Complainte du Partisan
En 1943, il écrit à Londres le texte de La Complainte du partisan, ensuite mis en musique par Anna Marly,. Cette complainte devient une chanson populaire dans les années 1950. Elle acquiert une renommée internationale quand elle est reprise, dans une version anglaise sous le titre The Partisan, en 1969 par le chanteur canadien anglophone Leonard Cohen, puis en 1972 par la chanteuse américaine Joan Baez.
Il ne faut pas la confondre avec Le Chant des partisans, l'hymne officiel de la Résistance française, dont la musique est également due à Anna Marly mais dont les paroles françaises ont été écrites par Joseph Kessel et Maurice Druon.

## Publications
- Passage d'une Américaine, Paris, 1927
- Sept Jours en été, Alger, 1944
- Avant que le rideau ne tombe, Paris, 1945
- Sept Jours en exil, Paris, 1946
- Sept Fois sept jours, Paris, 1947 (illustré par son ami Jean Hugo)[28]
- Les Dieux et les Hommes 1943-1944, Paris, 1952
- L'été n'en finit pas, Paris, 1954
- Le Miel et l’Absinthe, Paris, 1957
- Les Grands, Paris, 1961. Ce livre contient de brillants et vifs portraits de Staline, Churchill, de Gaulle, Eisenhower et Khrouchtchev.
- Sur Saint-Simon, Paris, 1962
- Sur Staline, Paris, 1963[29]
- De la chute à la libération de Paris, 25 août 1944, Éditions Gallimard, Paris, 1965. Le récit est accompagné de nombreux documents facsimilés portant sur la Résistance intérieure, l'Occupation, les FFL, les collaborateurs, etc.
- La Semaine des quatre jeudis, Paris, 2011

## Décorations
- Chevalier de la Légion d'honneur[Quand ?]
- Compagnon de la Libération (décret du 24 mars 1943)
- Croix de guerre 1939–1945